# Раймон Пасселло
Раймон Пасселло (фр. Raymond Passello, 12 січня 1905, Женева —  16 березня 1987) — швейцарський футболіст, що грав на позиції нападника за клуб «Серветт», а також національну збірну Швейцарії.
П'ятиразовий чемпіон Швейцарії. Володар Кубка Швейцарії. 

## Клубна кар'єра
У футболі дебютував 1924 року виступами за «Серветт», кольори якого і захищав протягом усієї своєї кар'єри гравця, що тривала до 1936 року.  За цей час 5 разів виборював титул чемпіона Швейцарії, ставав володарем Кубка Швейцарії.

## Виступи за збірну
1925 року дебютував в офіційних матчах у складі національної збірної Швейцарії. Протягом кар'єри у національній команді, яка тривала 10 років, провів у її формі 17 матчів, забивши 3 голи.
У складі збірної був учасником чемпіонату світу 1934 року в Італії, де зіграв проти Нідерландів (3-2).
Помер 16 березня 1987 року на 82-му році життя.

## Титули і досягнення

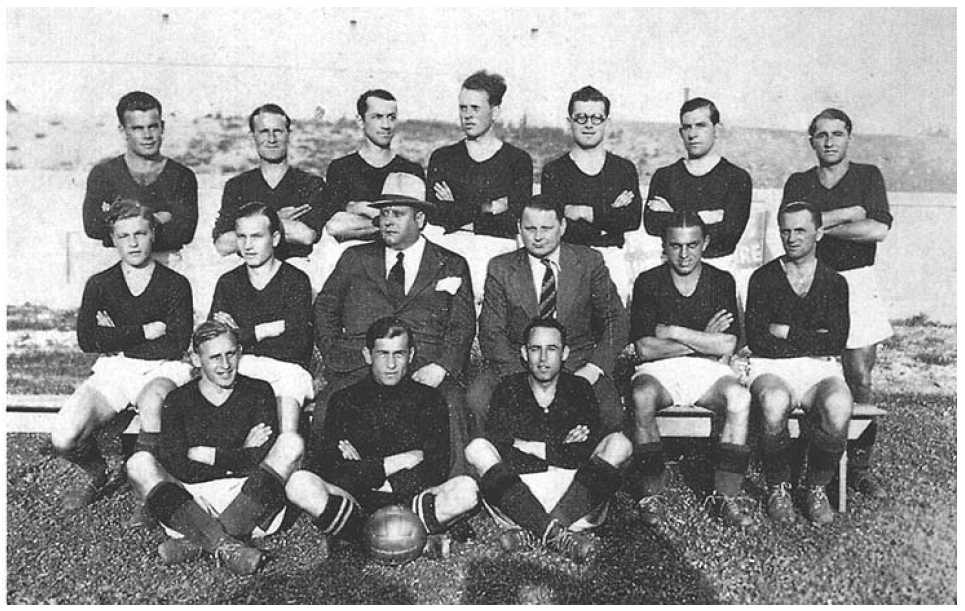
Чемпіонська команда «Серветта» 1933 року. Зліва направо. Верхній ряд: Кезер, Луашо, Пасселло, Л'От, Кільгольц, Рюгг, Лерчер; середній ряд: Гіншар, Освальд, Геррен (президент), Келлермюллер (менеджер), Амадо, Такс; нижній ряд: Марат, Сешеай, Раппан (граючий тренер).

- Чемпіон Швейцарії (5):

«Серветт»: 1924-1925, 1925-1926, 1929-1930, 1932-1933, 1933-1934
- Володар Кубка Швейцарії (1):

«Серветт»: 1927-1928